# Glossobothrium nipponicum
Glossobothrium nipponicum is een lintworm (Platyhelminthes; Cestoda). De worm is tweeslachtig. De soort leeft als parasiet in andere dieren.
Het geslacht Glossobothrium, waarin de lintworm wordt geplaatst, wordt tot de familie Triaenophoridae gerekend. De wetenschappelijke naam van de soort werd voor het eerst geldig gepubliceerd in 1952 door Yamaguti.